# Новопольский (посёлок)
Новопольский — посёлок в Зеленодольском районе Татарстана. Административный центр Новопольского сельского поселения.

## География
Находится в пригородной зоне Казани, приблизительно в 13 км к восток-северо-востоку от железнодорожной станции Зелёный Дол и в 6 км к северо-востоку от посёлка городского типа Васильево. На севере примыкает к лесному массиву Раифского участка Волжско-Камского заповедника. В 1 км к югу от посёлка проходит автодорога А-295 «Казань — Йошкар-Ола».

## История
Основан в 1910-х годах. В конце XIX века здесь была граница земель Раифского монастыря и земель помещика Красницкого. Вот на этой границе «ничейной» земли появились первые жители поселка.
По воспоминаниям старожилов, поселок основан 4 семьями перселенцев-чуваш в конце XIX века. Впоследствии в восточную часть Новопольского переселились все семьи из деревни Ульяновка (находилась в 3 км южнее Новопольского). Эту часть поселения старожилы называли Гаревкой.
На опушке леса существовала пасека Раифского монастыря с глубоким в 70 м колодцем. Дом пчеловода, омшанник и хозпостройки просуществовали до 1990-х годов. 

## Население
Постоянных жителей было: в 1920 — 66, в 1926 — 67, в 1938 — 98, в 1949—100, в 1958—106, в 1970—310, в 1979—299, в 1989—228, в 2002—227 (русские 62 %), 184 в 2010.